# Zafrilla
Zafrilla est une commune d'Espagne, située dans la province de Cuenca. Elle est une communauté autonome de Castille-La Manche. Elle compte 88 habitants pour une superficie de 106,08 km2 soit une densité de 0,83 hab./km2. Son altitude est de 1 418 m.

## Géographie
Zafrilla se trouve à 1 418 m d'altitude. Elle se trouve à 133 km de Valence.

## Climat
Le climat de Zafrilla est méditerranéen avec un été tempéré.

## Démographie
En 2012, la commune de Zafrilla comptait 88 habitants avec une densité de 0,83 hab./km2.